# Laurence Julius FitzSimon
Laurence Julius FitzSimon, né le 31 janvier 1895 à San Antonio et mort le 2 juillet 1958 à Amarillo, est un prélat catholique américain. Il est évêque du Diocèse d'Amarillo de 1941 jusqu'à sa mort en 1958.

## Biographie
Laurence Julius FitzSimon naît à San Antonio le 31 janvier 1895. Sa famille déménage à Castroville l'année suivante. Il entre au Lycée Saint-Antoine de San Antonio en 1907, puis il se rend au Collège pontifical nord-américain de Rome en 1911. En 1916, des problèmes de santé l'obligent à retourner au Texas. 
Étant guéri, FitzSimon s'engage au sein de la United States Navy. Il est aide-soignant sur un dragueur de mines lors de la Première Guerre mondiale. Suite à son congédiement de la Navy en 1919, il reprend ses études de théologie au Séminaire Saint-Meinrad. 

### Prêtrise
Le 1er août 1941, FitzSimon est nommé troisième évêque du Diocèse d'Amarillo par le pape Pie XII. Il est consacré le 22 octobre 1941 par l'archevêque Amleto Cicognani. FitzSimon est intronisé le 5 novembre 1941 à Amarillo. Pendant qu'il exerce sa fonction d'évêque, le nombre d'églises, de prêtres, d'écoles et d'institutions au sein du diocèse a plus que doublé. 
En septembre 1945, de nombreux mois après la fin de la Seconde Guerre mondiale, FitzSimon rédige une lettre au membre du Congrès américain Eugene Worley protestant les conditions au camp de prisonniers de guerre italiens à Hereford, au Texas. FitzSimon a visité le camp en juillet et a constaté que les prisonniers recevaient de faibles rations de qualité inférieure. Ils lui témoignent également des histoires de violences et de maltraitance.
FitzSimon est un historien, relatant l'histoire du catholicisme au Texas, rassemblant des faits historiques concernant ses évêques et ses prêtres lors de voyages à Rome et en France. En 1951, le cardinal Pierre Gerlier décerne à FitzSimon le titre de Chanoine d'Honneur de la Primatiale en reconnaissance de ses travaux académiques. 
FitzSimon subit un accident vasculaire cérébral en 1954, mais est tout de même capable de poursuivre sa fonction d'évêque. 

### Décès
Laurence FitzSimon meurt le 2 juillet 1958 à l'Hôpital Saint-Antoine d'Amarillo à l'âge de 63 ans. Il est enterré au Cimetière Llano à Amarillo.